# Мессера, Мариано
Мариано Мессера (исп. Mariano Messera, род. 23 февраля 1978 года, Посадас) — аргентинский футболист и тренер, выступавший на позиции полузащитника.

## Биография

### Игровая карьера
Родился 23 февраля 1978 года в городе Посадас, столице провинции Мисьонес. С 1997 по 2002 годы выступал в «Химнасии и Эсгриме» из Ла — Платы, проведя за этот период 160 матчей и забив 36 голов.
В 2002 году провёл 16 игр за мексиканский клуб «Крус Асуль»,, забил 1 гол.
В 2003—2004 годах сыграл 49 игр за «Росарио Сентраль», поразив ворота соперников пять раз. В 2004 году выступал за итальянскую «Катанию», провел 5 игр, результативностью не отличился. Год спустя, в 2005, присоединился к «Сан — Лоренсо де Альмагро», в течение 13 матчей голов не забивал.
Затем в 2006 году перешел в команду «О’Хи́ггинс», выступающую в чилийской Примере, провел 14 игр и забил за это время 3 мяча. После этого в период с 2006 по 2007 годы играл в греческом клубе «Ксанти» (3 гола в 22 матчах).
Затем в 2007—2008 годах отыграл 20 встреч за «Росарио Сентраль», голов не забивал. Затем в 2008 году вернулся в «Химнасию», где выступал до 2010 года, сыграв в 45 играх и трижды поразив ворота противников.
В 2010 году стал игроком «Сан — Мартина» из Сан — Хуана, проведя 23 матча и забив 2 гола.
Затем в 2013—2014 годах провел 25 матчей за «Депортиво Морон», после чего объявил о завершении игровой карьеры.

### Тренерская карьера
В мае 2017 года, после отставки Густаво Альфаро, Мессера был назначен исполняющим обязанности главного тренера «Химнасии и Эсгримы». Его ассистентом стал Леандро Мартини. Затем клуб возглавил Диего Марадона.
В ноябре 2019 года наставник объявил об уходе из коллектива и Мессера вновь принял руководство командой, однако два дня спустя Диего вернулся на свой пост.
После его смерти 25 ноября 2020 года, Мессера стал временным главным тренером «Химнасии».
С 2021 года Мессера уступил должность тренера Нестору Горосито.

## Достижения
- Вице-чемпион Аргентины (2): Ап. 1998, Кл. 2002